# Маргарет Марон
Маргарет Марон (англ. Margaret Maron; 25 серпня 1938 року, Грінсборо, Північна Кароліна, США — 23 лютого 2021 року, Ралі, Північна Кароліна, США) — американська письменниця детективного жанру. Виборола за свої твори декілька престижних літературних премій: Агати, Едгара, Ентоні, Макевіті. На кінець 2020 року вона написала 31 роман з різними персонажами. Її твори перекладені багатьма мовами і є в списках читань багатьох курсів сучасної південної літератури США, а також курсів літератури про злочини та загадки.
Вона та її чоловік, художник Джо Марон, жили в Брукліні, перш ніж повернутися до рідного штату Північна Кароліна, де вона мешкала до своєї смерті, коли померла, як і набагато раніше її чоловік, від інсульту.
Марон є членом-засновником і колишнім президентом організації «Сестри у злочині» (Sisters in Crime) та Американської ліги письменників кримінального жанру (англ. American Crime Writers' League), а також директором національної ради організації «Американські письменники детективного жанру». Вона була основним доповідачем Великого Мангеттенського конклаву кримінального жанру в 2004 році.

## Творчість
В одній серії романів головним героєм є Сигрід Харальд, лейтенант поліції Нью-Йорку, батько якої був убитий під час виконання службових обов'язків, коли вона була малою. Інша серія розповідає про пригоди судді Дебори Нотт, адвоката та дочки сумнозвісного бутлегера в Північній Кароліні.

## Визнання
Її першим романом, який отримав визнання, був «Корпус Різдва», номінований на премію Агати в 1989 році та на премію Ентоні в 1990 році в категорії «Найкращий роман».
Її першим оповіданням, що отримало визнання критиків, був «Правосуддя Дебори», що виграв премію Агати у 1991 році, а також був номінований на премію Ентоні та Макевіті наступного року за «Найкраще оповідання».
Її роман «Дочка бутлегера» був дуже добре прийнятий, і він отримав у 1992 році премії Агати, Ентоні, Едгара По та Макевіті в номінації «Найкращий роман».
У 1993 році її оповідання «… Що одружилася з дорогим старим татом» була номінована на «Найкраще оповідання» премії Агати, а її роман «Південний дискомфорт» — на ту ж премію в номінації «Найкращий роман». Цей роман знову був відзначений наступного року, виборовши номінацію «Найкращий роман» на премію Ентоні 1994 року.
У 1996 році її роман «Диявол стрибає вгору» виборов першість у номінації «Найкращий роман» премії Агати. Надалі її твори часто були у різних номінаціях різних літературних премій. У 2002 році вона виграла премію Агати в номінації «Найкраще оповідання» за «Собака, що не гавкав».
У 2011 році її роман «Триденне містечко» виборов премію Агати в номінації «Найкращий роман».
У травні 2010 року Марон присуджено почесний докторський ступінь і вона виступила з початковою промовою в Університеті Північної Кароліни в Грінсборо, де вона була студенткою протягом двох років.
У 2016 році її прийняли до Літературного залу слави Північної Кароліни.

## Твори

### Серія судді Дебори Нотт
- Bootlegger's Daughter[en], (Дочка бутлегера) 1992 (премії Едгара Аллана По, Агати, Ентоні, Макевіті);
- Southern Discomfort (Південний дискомфорт) 1993;
- Shooting at Loons (Стрілянина по гагарах) 1994;
- Up Jumps the Devil (Диявол стрибає вгору) 1996 (премія Агати);
- Killer Market (Ринок вбивць) 1997;
- Home Fires (Домашні пожежі) 1998;
- Storm Track (Штормова доріжка) 1998 (премія Агати);
- Uncommon Clay (Рідкісна глина) 2001;
- Slow Dollar (Повільний долар) 2002;
- High Country Fall (Падіння високої країни) 2004;
- Rituals of the Season (Ритуали сезону) 2005;
- Winter's Child (Дитина зими) 2006;
- Hard Row (Важкий ряд) 2007;
- Death's Half-Acre (Смерть на півакра), 2008;
- Sand Sharks (Піщані акули) 2009;
- Christmas Mourning (Різдвяний ранок) 2010;
- Three-Day Town (Триденне місто) 2011 (сюжет включає іншого персонажа — Сігрід Гаральд);
- The Buzzard Table (Стіл канюка) 2012;
- Designated Daughters (Призначені дочками) 2014;
- Long Upon the Land (Довго на землю) 2015 (отримала премію Агати).

### Серія Сігрід Гаральд
- One Coffee With (Одна кава з) 1981;
- Death of a Butterfly (Смерть метелика) 1984;
- Death in Blue Folders (Смерть у блакитних досьє) 1985;
- The Right Jack (Правильний Джек) 1987;
- Baby Doll Games (Ігри для ляльок) 1988;
- Corpus Christmas (Різдвяний корпус) 1989;
- Past Imperfect (Минуле неідеальне) 1991;
- Fugitive Colors (Кольори-втікачі) 1995;
- Take Out (Виймайте) 2017.

### Несерійні романи та збірки
- Bloody Kin (Кривавий Кін) 1985;
- Shoveling Smoke (Згрібаючи дим) (1987);
- Last Lessons of Summer (Останні уроки літа) 2003;
- Suitable for Hanging (Підходить для вішання) 2004.